# Плавучие базы подводных лодок проекта 310

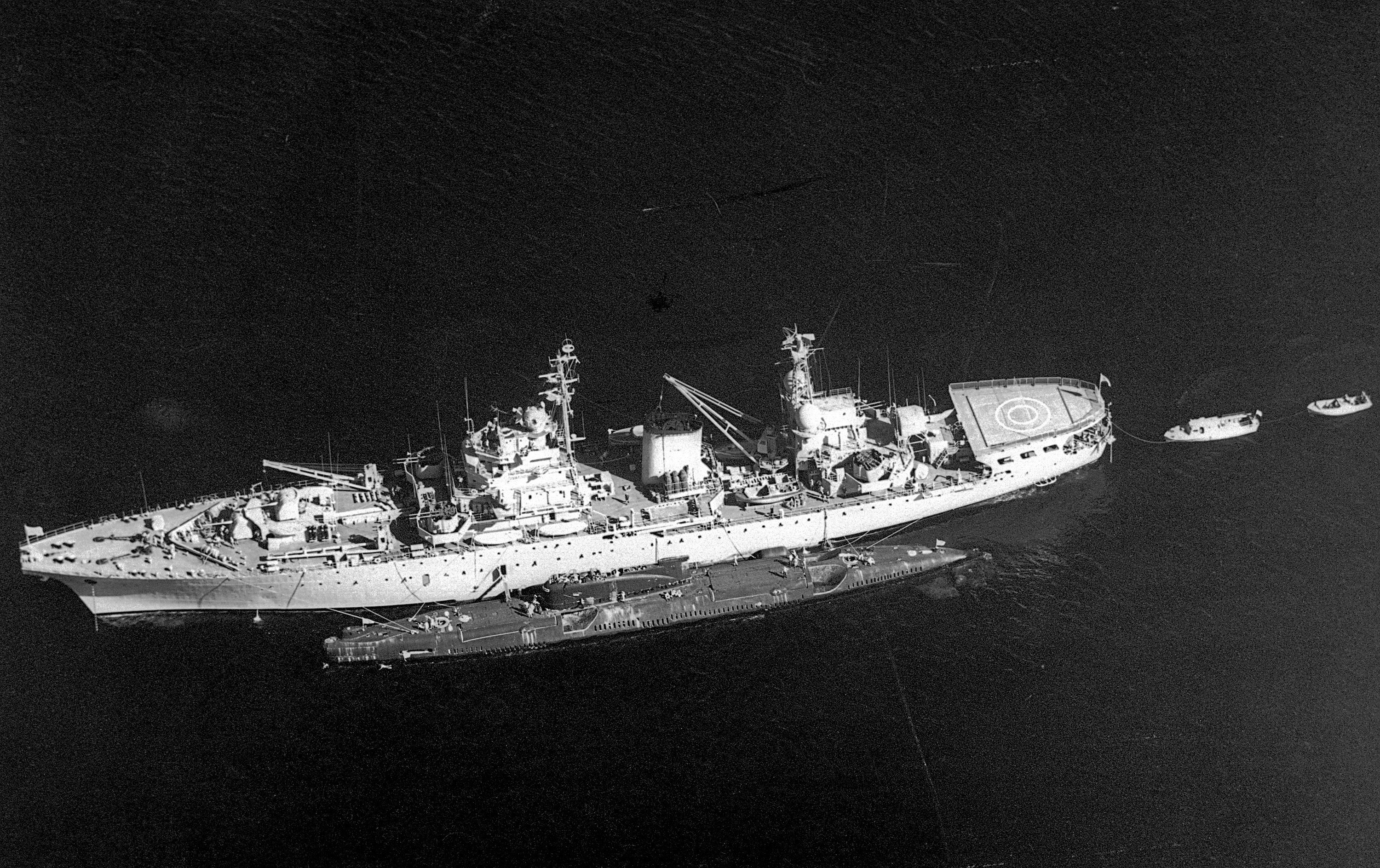
ПБПЛ «Виктор Котельников» проекта 310М с ошвартованной у борта ракетной подводной лодкой проекта 651, «точка 52» (Эс-Саллум), 1984 год

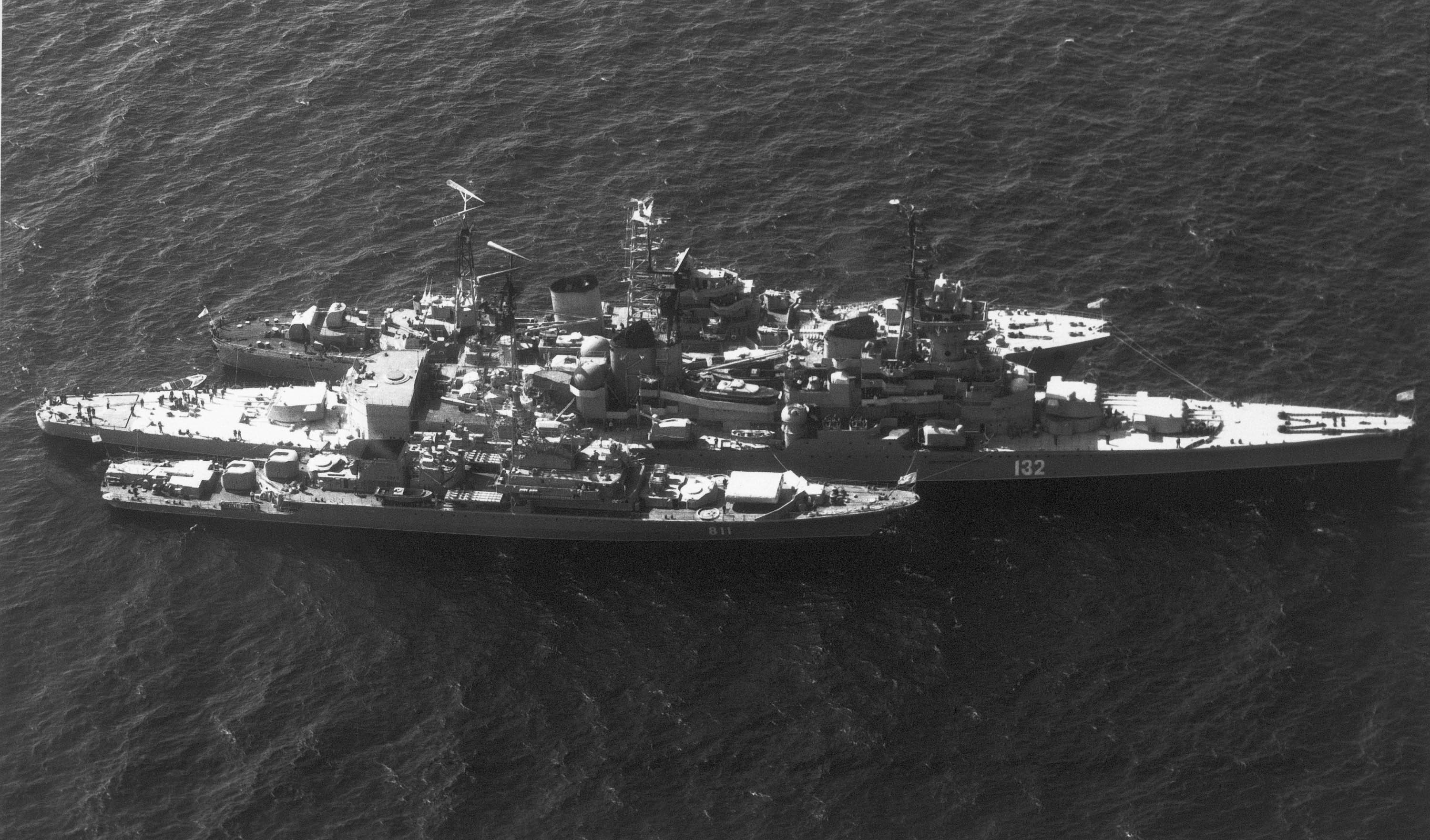
Плавбаза «Магомед Гаджиев», крейсер «Жданов» и сторожевой корабль «Беззаветный» на стоянке в заливе Эс-Саллум, 1982 год.

Плавучие базы проекта 310 — тип плавучих баз подводных лодок, служивших в составе советского Военно-Морского Флота в 1958—1993 годах.

## История разработки и строительства
Проект плавучей базы подводных лодок был разработан в центральном конструкторском бюро «Балтсудопроект» под руководством главного конструктора В. И. Могилевича. Главным наблюдающим от ВМФ был капитан 1 ранга Г. В. Земляниченко. Строительство головной плавбазы было завершено в Николаеве на Черноморском судостроительном заводе в 1958 году. Всего для ВМФ СССР в 1958—1963 годах было построено семь плавбаз проекта 310.

## Конструкция
Плавбаза подводных лодок проекта 310 имела полное водоизмещение 7150 тонн, порожнее — 5030 тонн. Главные размерения: длина максимальная — 140 м, ширина — 17,67 м, осадка — 5,6 м. Двухвальная PG-101 Kolomna 1D ili 37D дизель-электрическая главная энергетическая установка мощностью 4000 л. с. обеспечивала кораблю скорость полного хода 16 узлов. Дальность плавания достигала 3000 морских миль (на скорости 12,5 узлов), автономность — 40 суток. Экипаж состоял из 350 человек, в том числе 28 офицеров.
Плавбаза могла обслуживать четыре подводные лодки проекта 611 или проекта 613. Оборудование плавбазы было способно обеспечить навигационный и аварийный ремонт корпуса, механизмов и вооружения и хранение в специальном помещении 42 торпеды калибра 533-мм. В носовой оконечности корабля размещался 100-тонный кран.
Оборонительное вооружение плавбаз проекта 310 состояло из четырёх одноствольных 100-мм артиллерийских установок Б-34УСМА и четырёх 57-мм спаренных установок ЗИФ-31 с РЛС управления «Риф», гидроакустическая станция не предусматривалась.
После модернизации по проекту 310М на двух плавбазах, «Виктор Котельников» и «ПБ-3» («Магаданский комсомолец») вместо двух кормовых 100-мм установок оборудовалась взлётно-посадочная площадка для базирования одного вертолёта типа Ка-25. На последней плавбазе серии был установлен ЗРК «Оса-М».

## Представители проекта
| Название                                                          | Завод            | Проект    | Заводской номер | Дата закладки   | Дата спуска на воду | Дата зачисления в списки | Флот                        | Статус                                                               |
| ----------------------------------------------------------------- | ---------------- | --------- | --------------- | --------------- | ------------------- | ------------------------ | --------------------------- | -------------------------------------------------------------------- |
| «Батур» С 1966 — ПКЗ-124, «Камчатский комсомолец», с 1992 — ПБ-9. | Черноморский ССЗ | 310       | 614             | 6 октября 1955  | 29 ноября 1956      | 28 апреля 1958           | ЧФ, с 1960 — ТОФ            | Андреевский флаг спущен 28.04.1998 г.                                |
| «Фёдор Видяев»                                                    | Черноморский ССЗ | 310       | 615             | 24 марта 1956   | 26 апреля 1957      | 30 сентября 1958         | СФ, затем ЧФ                | Списана в 1996.                                                      |
| «Виктор Котельников»                                              | Черноморский ССЗ | 310, 310М | 616             | 19 июля 1956    | 25 июня 1957        | 11 декабря 1959          | БФ, с 1967г на ЧФ           | Списана 5 июля 1994. 1996 г. — продана в Индию на лом.               |
| «Магомед Гаджиев» До 1968 — ПБ-6.                                 | Черноморский ССЗ | 310       | 617             | 10 ноября 1956  | 25 июня 1957        | 1 июля 1960              | ЧФ, с 1972 — СФ, затем ЧФ   | Списана в 1993.                                                      |
| «Дмитрий Галкин»                                                  | Черноморский ССЗ | 310       | 618             | 28 апреля 1959  | 31 марта 1960       | 25 декабря 1960          | СФ, затем ЧФ                | Списана в 1991.                                                      |
| «Николай Карташов» (с 1962 — «Ратуланги»)                         | Черноморский ССЗ | 310А      | 619             | 18 декабря 1959 | 20 декабря 1960     | 31 марта 1962            | ТОФ, с 1962 — ВМС Индонезии | С 1980 года — патрульный корабль, предположительно списана в 1990-х. |
| «Магаданский комсомолец» До 1979 — ПБ-3, с 1992 — ПБ-27.          | Черноморский ССЗ | 310, 310М | 620             | 8 июня 1960     | 7 октября 1961      | 30 сентября 1962         | ТОФ                         | Списана в 1992.                                                      |